# متحف الفنون المعاصرة في لوس أنجلوس
متحف الفن المعاصر في لوس أنجلوس (يُعرف اختصارًا باسم MOCA) هو متحف للفن المعاصر يقع في موقعين في لوس أنجلوس الكبرى، كاليفورنيا. يقع الفرع الرئيسي في شارع جراند في وسط مدينة لوس أنجلوس، بالقرب من قاعة حفلات والت ديزني. مساحة متحف الفن المعاصر في لوس أنجلوس الأصلية، التي كانت تهدف في البداية لتكون مساحة عرض «مؤقتة» أثناء بناء المرفق الرئيسي، تُعرف الآن باسم جيفن المعاصرة (بالإنجليزية: Geffen Contemporary)، في حي ليتل طوكيو في وسط مدينة لوس أنجلوس. بين عامي 2000 و 2019، قامت بتشغيل مرفق ساتلي في منشأة باسيفيك ديزاين سنتر في ويست هوليود. تتكون معروضات المتحف بشكل أساسي من الفن المعاصر الأمريكي والأوروبي الذي تم إنشاؤه بعد عام 1940. منذ إنشاء المتحف، تم تعريف برمجة متحف الفن المعاصر في لوس أنجلوس من خلال نهجها متعدد التخصصات للفن المعاصر.

## التأسيس
في حدث لجمع الأموال السياسية عام 1979 في فندق بيفرلي هيلز، صادف أن جلس عمدة لوس أنجلوس توم برادلي وعضو المجلس جويل واكس والمحسن المحلي مارسيا سيمون وايزمان على نفس الطاولة. طوال المساء، ناقش وايزمان بشغف حاجة المدينة إلى متحف للفن المعاصر. تدخل شقيق وايزمان، نورتون سيمون، لإنقاذ متحف باسادينا للفنون المتعثر ماليًا في عام 1975، لكنه لم يتمكن من الاحتفاظ بتركيزه على الفن الحديث. في الأسابيع التالية، تم تنظيم اللجنة الاستشارية لمتحف العمدة. بدأت اللجنة، بقيادة ويليام أ. نوريس، في إنشاء متحف من الصفر، بما في ذلك تحديد مكان الصناديق والأمناء والمديرين والقيمين والمعرض، والأهم من ذلك مجموعة فنية. في نفس العام، وقع وايزمان وخمسة جامعين محليين رئيسيين آخرين اتفاقًا يتعهدون بموجبه بقطع أجزاء من مجموعاتهم الخاصة، تصل قيمتها إلى 6 ملايين دولار، «لإنشاء متحف للمكانة والسمعة.» 
في العام التالي، كان المتحف الوليد للفن المعاصر يعمل من مكتب في شارع بويد. تم تجميع أبرز فاعلي الخير وجامعي الأعمال في المدينة في مجلس أمناء في عام 1980، ووضعوا هدفًا يتمثل في جمع 10 ملايين دولار في عامهم الأول؛ شارك مجلس استشاري للفنانين في وقت مبكر. تم الجمع بين طاقم العمل، تم تعيين ريتشارد كوشالك كبير المنسقين؛ أقيمت العلاقات مع الفنانين وصالات العرض؛ وبدأت المفاوضات لتأمين الأعمال الفنية ومساحة العرض. بعد مبادرة ويسمان، ساعدت مساهمات بقيمة مليون دولار من إلي برود وماكس باليفسكي وأتلانتيك ريشفيلد على تأمين بناء المتحف الجديد، أصبح برود الرئيس المؤسس لوزارة التجارة الخارجية. فيما ترأس باليفسكي لجنة البحث المعماري. كان العديد من المتبرعين الأوليين لمتحف الفن المعاصر في لوس أنجلوس من الشباب ودعموا الفنون لأول مرة حيث انضم عدد كبير إلى ما عددهُ 10000 كحد أدنى بصفة «مؤسس».

## المجموعة الفنيّة
المجموعة الفنيّة التي تشكل أكثر من 90٪ من أعمال المتحف، هي عبارة عن هدايا من عدة جامعي الخاصة الكبرى تشكل حجر الزاوية في جمع موكا الدائم ما يقرب من 6000 أعمال. جاء الكثير منها من أعضاء مجلس الإدارة الذين تبرعوا أو ورثوا أعمالًا رئيسية أو مجموعات كاملة، أو باعوا الفن إلى المتحف بشروط مواتية للغاية.
في غضون أشهر من افتتاحها في خريف 1983، تمكنت متحف الفن المعاصر في لوس أنجلوس من تحويل نفسها إلى لاعب فوري في عالم الفن الدولي من خلال إبرام صفقة مع أحد أعضاء مجلس إدارتها، جوسيبي بانزا، الذي وافق على بيع مجموعة من الأعمال مقابل 11 مليون دولار. المدفوعات على مدى خمس سنوات، بدون فوائد. يشمل شراء أجزاء من مجموعة بانزا عام 1984 نحو 80 عملاً أساسياً من التعبيرية التجريدية وفن البوب لجين فوترييه وفرانز كلاين وروي ليشتنشتاين وكلايس أولدنبورغ وروبرت راوشينبيرج ومارك روثكو وأنتوني تابيس. في عام 1985، قبل المتحف أعمال الحفر «السلبية المزدوجة» لمايكل هايزر في صحراء نيفادا، التي تبرعت بها فيرجينيا دوان. تضمنت وصية عام 1986 من قبل المدير التنفيذي للتلفزيون باري لوين 67 عملاً للرسم البسيط وما بعد الحد الأدنى والتعبيرية الجديدة والنحت والتصوير الفوتوغرافي والرسم لفنانين مثل دان فلافين وإلسورث كيلي وأجنيس مارتن وإليزابيث موراي وجوليان شنابل وجويل شابيرو، فرانك ستيلا وسي تومبلي. في عام 1989، تم التبرع بقطع من مجموعة ريتا وتافت شرايبر للمتحف، وتشمل 18 لوحة ومنحوتات ورسومات من قبل جاكسون بولوك وبيت موندريان وأرشيل غوركي، من بين آخرين. وقدم وكيل هوليوود فيل جريش وزوجته بياتريس، وكلاهما عضو مؤسس، 13 قطعة هامة من تحصيلها إلى المتحف نفس العام، بما في ذلك بالتنقيط في وقت مبكر بولوك اللوحة الرقم 3، 1948، وديفيد سميث الصورة 8 أقدام طويل القامة النحت الفولاذ المقاوم للصدأ كوبي III (1961) - بالإضافة إلى أعمال لفنانين مثل إدي روشا وسيندي شيرمان وسوزان روثنبرغ. أخيرًا، ورث المؤسس المشارك للمتحف مارسيا سيمون وايزمان 83 عملاً على الورق لفنانين من بينهم ويليم دي كونينج وبارنيت نيومان وجاسبر جونز والرسامين المقيمين في كاليفورنيا ريتشارد ديبنكورن وسام فرانسيس. في عام 1991، تبرع كاتب السيناريو في هوليوود سكوت شبيجل بأعمال جان ميشيل باسكيات، ومارك إينيرست، وروبرت لونغو، وسوزان روتنبرغ، وديفيد سال، وآخرين. في عام 2003، تلقى المتحف وعدًا بهدية مكونة من 33 قطعة من المدير التنفيذي للإعلان كليفورد أينشتاين، رئيس مجلس أمناء متحف الفن المعاصر في لوس أنجلوس، وزوجته مادلين؛ تضمن التبرع المقترح أعمال كيكي سميث، وبايك نام جون، ومارك جروتجان، وسيغمار بولك، ومايك كيلي، ولاري بيتمان. في عام 2004، تلقى المتحف أكبر مجموعة من الأعمال الفنية تبرع بها جامع خاص في تاريخه الممتد 25 عامًا عندما قدم إي بليك بيرن، أمين متحف الفن المعاصر في لوس أنجلوس والمدير التنفيذي المتقاعد للتلفزيون، 123 لوحة ومنحوتات ورسومات ومقاطع فيديو وصور فوتوغرافية لـ 78 فنانًا. على مر السنين، جاءت تبرعات كبيرة من المجموعات الفنية من مؤسسة لونَّان (بالإنجليزية: Lannan) ومن خلال تمويل من مؤسسة رالف بارسونز (بالإنجليزية: Ralph M. Parsons).
في عام 2000، تلقت متحف الفن المعاصر في لوس أنجلوس هدايا من الفنانين أنفسهم، بما في ذلك القطع الرئيسية للنحات وفنان الأداء بول مكارثي وفنان الفيديو دوغ أيتكين والمصور أندرياس غورسكي. قدم الفنان إد موسى المقيم في لوس أنجلوس هدية كبيرة من عمله للمتحف في عام 1995، حيث قام بمسح ما يقرب من 40 عامًا من تطوره الفني.
تضم المجموعة الدائمة اليوم أعمالًا لفنانين مؤثرين آخرين مثل جريج كولسون وكيم دينجل وسام دورانت وديفيد هوكني وكينيث برايس وجون ماكلولين وروبرت مذرويل وريموند بيتيبون وجيمس هايوارد وجورج سيغال. كما أعلنت صحيفة لوس أنجلوس تايمز، «لا توجد مدينة في أمريكا - لا نيويورك، ولا شيكاغو، ولا هيوستن، ولا سان فرانسيسكو - حيث يمكن رؤية مجموعة متحف أكثر إثارة للإعجاب للفن المعاصر.»

## المعارض
منذ افتتاحها بمعرض واسع يسمى العرض الأول: الرسم والنحت من ثماني مجموعات، 1940-80، اشتهرت وزارة الثقافة والسياحة (متحف الفن المعاصر في لوس أنجلوس) بمعارضها الاستقصائية المواضيعية حول فن ما بعد الحرب مثل غابة الإشارات: الفن في الأزمة التمثيل (1989)، مستقبل ضئيل؟ الفن كموضوع، 1958-1968 (1994)، إعادة النظر في موضوع الفن: 1965-1975 (1995)، قاعة المرايا: الفن والسينما منذ عام 1945 (1996)، خارج الأفعال: بين الأداء والموضوع، 1949-1979 (1998)، واك! الفن والثورة النسوية (2007)، الفن في الشوارع (2011)، تحت الشمس السوداء الكبيرة: فنّ كاليفورنيا 1974-1981 (2011)، ونهاية الأرض: أرض الفنون 1974 (2012). كما نظم المتحف أول متحف رئيسي استعادي لأعمال ألين روبيرسبيرغ (1985)، وجون بالديساري (1990)، وآد رينهاردت (1991)، وجيف وول (1997)، وباربرا كروجر (1999)، وتاكاشي موراكامي (2007). بالإضافة إلى ذلك، كانت هناك أيضًا عروض فردية مثل التركيب الطموح لروبرت جوبر في عام 1997، أو مسح استقصائي لعمل سيغمار بولك الفوتوغرافي في عام 1995. نظرًا لأن العديد من هذه العروض سافر إلى نيويورك ومدن أخرى في الولايات المتحدة، مثل عرض مجموعات روبرت راوشينبيرج التي افتتحت في لوس أنجلوس في عام 2006، أصبحت متحف الفن المعاصر في لوس أنجلوس تُعرف باسم «أحد أكبر المتاحف المغذية في البلاد». في عام 2010، ألغى المتحف معرضًا استعاديًا مخططًا للفنان المؤثر ولكن غير المعترف به جاك غولدشتاين لتكليف الفنان والمخرج جوليان شنابل بتنظيم مسح لأعمال الممثل والكاتب والفنان دينيس هوبر، وفي عام 2012، الممثل جيمس فرانكو قام برعاية معرض تكريمي لجيمس دين، وهما مشروعان تم انتقادهما على نطاق واسع لتركيزهما على ثقافة البوب والمشاهير. من بين جميع العروض الفردية التي تم عرضها خلال الفترة ما بين يناير 2008 وديسمبر 2012، تم تخصيص حوالي 28٪ فقط للفنانات.
إلى جانب استعراقات الفنانين والتحقيقات التاريخية الفنية، تحت إشراف كبير المنسقين بول شيميل، نظمت متحف الفن المعاصر في لوس أنجلوس العديد من العروض متعددة الفنانين حول مواضيع استفزازية أو صعبة. هيلتر سكيلتر: لوس أنجلوس آرت في التسعينيات، وهو معرض عام 1992 ركز على الجانب المظلم من الحياة المعاصرة، كما صوره فنانون مثل مايك كيلي وبول مكارثي وكريس بوردن، يتضمن مواضيع مثل الاغتراب ونزع الملكية والعنف. خارج الأفعال: بين الأداء والشيء، 1949-1979، مسح تاريخي تاريخي تم تقديمه في عام 1998، تتبع أعمال حوالي 150 فنانًا وتجمعًا قدم لهم الأداء العام، في صلاته بالرسم والنحت والرقص والمسرح، وكانت العملية الإبداعية أكثر أهمية بكثير من الأشياء المصنوعة جيدًا. استكشفت العروض العامة، في عام 2001، ظاهرة الطاقة الإبداعية للشباب في عالم فني محموم حيث يتم إنشاء النجوم قبل مغادرتهم مدرسة الفنون. في نشوة: حول الدول المعدلة (بالإنجليزية: ECSTASY: In and About Altered States) (2005)، مثلت بعض أعمال الفنانين حالات ذهنية متغيرة مروا بها تحت تأثير المخدرات أو التنويم المغناطيسي. واك! الفن والثورة النسوية، الذي أقيم في عام 2007، كان أول معرض استعادي رئيسي للفن والثورة النسوية. تستضيف متحف الفن المعاصر في لوس أنجلوس مهرجان لوس أنجلوس فري وايفز الذي كل سنتين، والذي يعرض مجموعة واسعة من الوسائط الجديدة.

## المواقع

### موكا جراند أفينيو

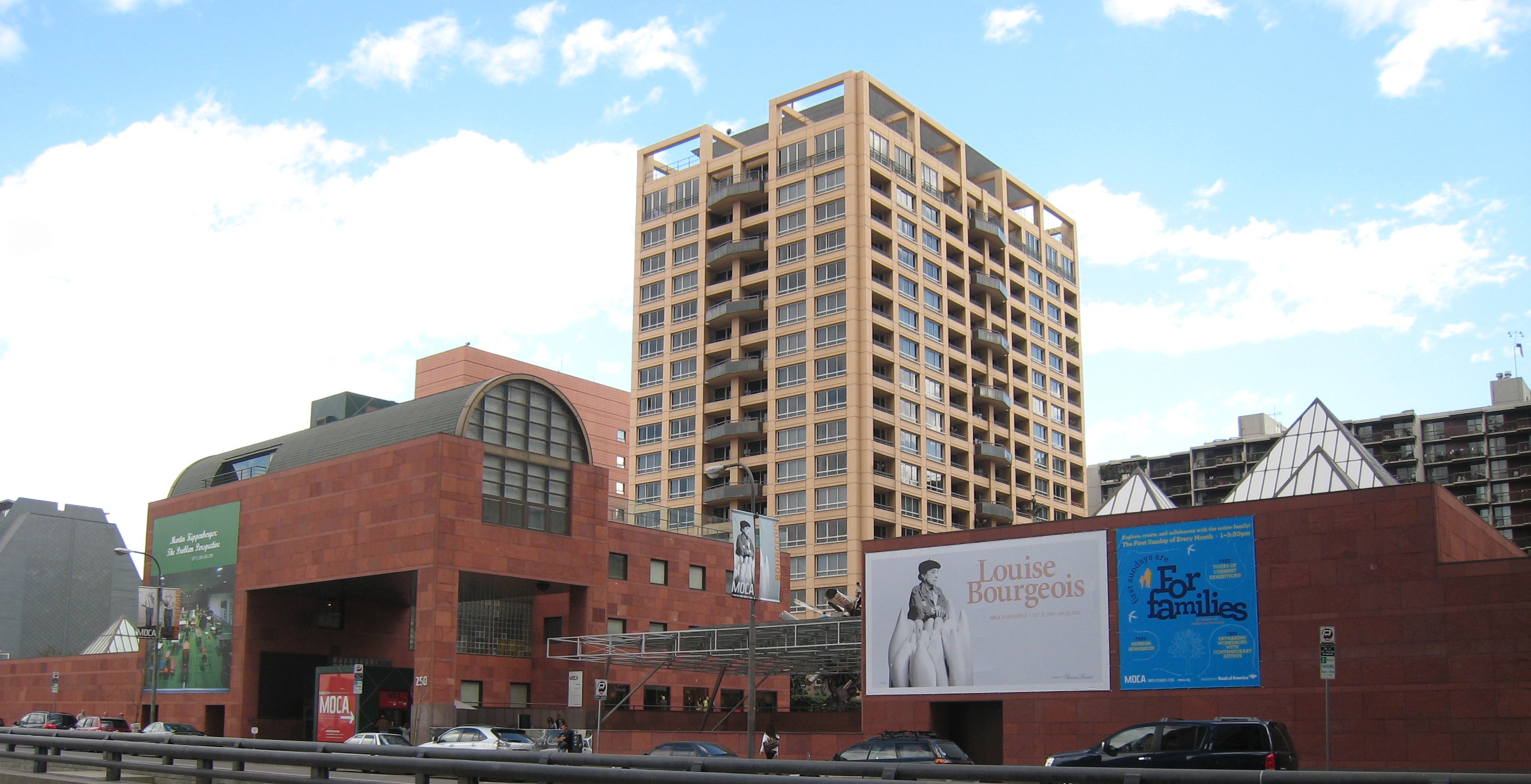
موكا جراند أفينيو

يعد موقع متحف الفن المعاصر في لوس أنجلوس داون تون لوس أجلوس موطنًا لما يقرب من 5000 عمل فني تم إنشاؤه منذ عام 1940، بما في ذلك روائع لفنانين كلاسيكيين معاصرين وأعمال جديدة ملهمة لفنانين ناشئين ومتوسطي حياتهم المهنية من جنوب كاليفورنيا وحول العالم. متحف الفن المعاصر في لوس أنجلوس هو المتحف الوحيد في لوس أنجلوس المخصص حصريًا للفن المعاصر.
في عام 1986، أكمل المهندس المعماري الياباني الشهير أراتا إيسوزاكي، الذي لم يسبق له العمل في مشروع في الولايات المتحدة من قبل، بناء موقع وسط المدينة من الحجر الرملي إلى إشادة دولية من النقاد والعامة، مما يمثل إنجازًا دراماتيكيًا في الفن المعاصر العالم ويبشر بعصر ثقافي جديد في لوس أنجلوس. تقع مساحات العرض الرئيسية تحت مستوى الفناء، مضاءة من الأعلى بمجموعات من المناور الهرمية.
كان بناء مبنى متحف الفن المعاصر في لوس أنجلوس في شارع جراند بتكلفة 23 مليون دولار جزءًا من صفقة بوساطة المدينة مع مطور مشروع إعادة تطوير كاليفورنيا بلازا (بالإنجليزية: California Plaza) بقيمة مليار دولار في بانكر هيل، بانكل هيل القابضة، التي حصلت على 11.2 أكر (45,000 م2) قطعة أرض مملوكة ملكية عامة. على أساس أن القانون ينص على أن 1.5٪ من تكاليف تشييد المباني الجديدة يجب أن تُنفق على زخرفة الفنون الجميلة، أبرم مجلس أمناء وزارة التجارة الخارجية صفقة مع وكالة إعادة تطوير المجتمع لجعل مطور المشروع يبني متحف تبلغ مساحته 100000 قدم مربع، صممه مهندس معماري من اختيار الأمناء، دون أي تكلفة على المتحف. في مقابل المبنى المجاني، طلبت الوكالة من الأمناء جمع 10 ملايين دولار من أجل وقف العمليات. كانت الخطط الأصلية للمبنى لافتتاحه في الوقت المناسب لدورة الألعاب الأولمبية الصيفية لعام 1984. ومع ذلك، بدأ المشروع في عام 1983 وأكمل المتحف، فندق أومني وأول ناطحتي سحاب؛ الأولى باسم وان كاليفورنيا بلازا (بالإنجليزية: One California Plaza) بحلول عام 1986، واكتمل بناء ناطحة السحاب الثانية باسم تو كاليفورنيا بلايز (بالإنجليزية: Two California Plaza) في عام 1992. تم تركيب تمثال نانسي روبينز، التمثال الضخم المصنوع من الفولاذ المقاوم للصدأ «أجزاء طائرة مارك طومسون» (2001)، الذي تم شراؤه من قبل متحف الفن المعاصر في لوس أنجلوس تكريما للعضو المؤسس بياتريس غيرش في عام 2002، في ساحة المتحف.
يُستخدم موقع جراند لعرض قطع من مجموعة متحف الفن المعاصر في لوس أنجلوس الدائمة الكبيرة، وخاصة الفنانين الذين قاموا بالكثير من أعمالهم بين عامي 1940 و 1980. هناك أيضًا مجموعة واسعة من الغرف المستخدمة لعرض المعروضات المؤقتة، وعادة ما تكون بمثابة معرض استعادي رئيسي لفنان مهم، أو أعمال مرتبطة بموضوع ما.

### جيفن المعاصرة
أثناء التخطيط لمرفق جراند الذي كان قيد الإنشاء، افتتحت متحف الفن المعاصر في لوس أنجلوس مساحة عرض مؤقتة تسمى «جيفن المعاصرة» في خريف عام 1983. كانت المساحة الجديدة تقع على حافة منطقة المستودعات حيث عمل العديد من فناني لوس أنجلوس في ذلك الوقت. في 17 نوفمبر 1983، افتتح المتحف المبنى بحفل تطهير شنتو، وهي طقوس تُقام غالبًا في افتتاحيات في ليتل طوكيو، كرمز للاعتراف المتبادل بين المجتمع الياباني والمتحف. كان البرنامج العام الأول عبارة عن تعاون بتكليف من لوسيندا تشايلدز، وفرانك جيري، وجون آدامز بعنوان ضوت موجود (بالإنجليزية: Available Light)، تلاه في نوفمبر 1983 المعرض الافتتاحي "The First Show: Painting and Sculpture from 1940 – 1980" برعاية جوليا بني. تم تشييد المبنى في الأصل في الأربعينيات من القرن الماضي كمخزن لاجهزة الكمبيوتر للعملاء المحليين، ثم استخدم لاحقًا كمستودع للمدينة ومرآب لسيارات الشرطة، كما أصبح معروفًا بشكل غير رسمي، تم تأجير الفرع من المدينة لمدة خمس سنوات مقابل نحو مليون دولار أمريكي.
قاد فرانك جيري المهندس المعماري في جنوب كاليفورنيا تكلَّف بعملية تجديد مباني يونيون هادروير (بالإنجليزية: Union Hardware) التي صممها ألبرت سي مارتن، الأب عام 1947. ترك جيري الأجزاء الخارجية سليمة، باستثناء أبواب المدخل الجديدة، وبنى مظلة من سياج سلسلة متصلة ودعامات فولاذية فوق الشارع المغلق، لتشكيل ساحة مظللة جزئيًا. يوجد فضاءان كبيران ومفتوحان للعرض، مضاءان بمناور زجاجية صناعية وصفوف من النوافذ ذات الطابقين على طول الجدار الجنوبي. تم ترك الشبكة الهيكلية المعقدة من العوارض والدعامات الفولاذية مكشوفة، حيث تعمل كدعم للعديد من جدران العرض المتحركة وتضفي تأثيرًا نحتيًا. بقيت سكة الرافعة الفولاذية، التي خلفتها أيام المعدات في المبنى، في مكانها. تعمل أرصفة التحميل الآن كردهة.
استحوذت شركة الفنون المعاصرة المؤقتة (بالإنجليزية: The Temporary Contemporary) على الفور على أسر النقاد ورواد المتاحف على حدٍ سواء بإمكانية الوصول إليها وعدم كونها غير رسمية وافتقارها إلى الذرائع. كتب في صحيفة نيويورك تايمز، جون راسل أشار إليها على أنها «أمير بين المساحات»، وكتب ويليام ويلسون من صحيفة لوس أنجليس تايمز أنه «ساد على الفور الهالة المضيافة لمتحف الناس». من وجهة نظر الكثيرين، تم إثبات هذين التقييمين في السنوات التالية. كتبت صحيفة نيويورك تايمز في وقت لاحق أن «أكثر من أي حدث في العقود الأخيرة، غيرت شركة الفنون المعاصرة المؤقتة (المعروفة الآن باسم جيفن المعاصرة) الوجه الثقافي لوس أنجلوس».
نظرًا لشعبية الملاءمة المؤقتة المعاصرة وغير العادية للمبنى لعرض الفن المعاصر، طلب مجلس المتحف من مدينة لوس أنجلوس تمديد عقد إيجار متحف الفن المعاصر في لوس أنجلوس للمنشأة لمدة 50 عامًا، حتى عام 2038. تم منح هذا الطلب في أوائل عام 1986، وفي عام 1996 مددت المدينة عقد الإيجار أكثر من ذلك. في عام 1996 أيضًا، تلقت متحف الفن المعاصر في لوس أنجلوس هدية بقيمة 5 ملايين دولار من مؤسسة ديفيد جيفن (بالإنجليزية: David Geffen) لدعم حملة وقف المتحف، واعترافاً بهذه الهدية الاستثنائية، تمت إعادة تسمية المتحف في النهاية باسم متحف الفن المعاصر في لوس أنجلوس.
في عام 2019، تلقَّى متحف الفن المعاصر في لوس أنجلوس هدية أخرى بقيمة 5 ملايين دولار من وونمي وكيهونج كاون لتحويل منطقة جيفين المعاصرة بسلسلة متعددة التخصصات ستركز على أشكال متنوعة من الأداء ولكنها ستشمل أيضًا التركيبات التجريبية والحفلات الموسيقية والعروض والقراءات والمؤتمرات وغيرها من الأحداث. كما ستستضيف إقامات فنية وبروفات.
توفر المنشأة التي تبلغ مساحتها 55000 قدم مربع مجالًا واسعًا للفنانين وتشجع على التجريب. إنه أكبر مواقع متحف الفن المعاصر في لوس أنجلوس وهو مناسب بشكل مثالي للأعمال النحتية واسعة النطاق والتركيبات المفاهيمية أو متعددة الوسائط أو الإلكترونية. يتم استخدامه عادةً لعرض أعمال أحدث، غالبًا لفنانين أقل شهرة، والأعمال التي تتطلب مساحة كبيرة. تم تصميم بعض هذه الأعمال خصيصًا لمساحة جيفين. في عام 2018، كشفت متحف الفن المعاصر في لوس أنجلوس النقاب عن جدارية باربرا كروجر، بدون عنوان (أسئلة)، على واجهة جيفن الخارجية المواجهة لشارع تيمبل وبرعاية ونمي وكيهونغ كوون.
في عام 2021، تلقت وزارة التجارة الخارجية إحدى المنح الافتتاحية من مبادرة فرانكثالر للمناخ (بالإنجليزية: Frankenthaler Climate Initiative) بدعم مشروعها للطاقة الشمسية في منطقة جيفين.

### مركز التصميم

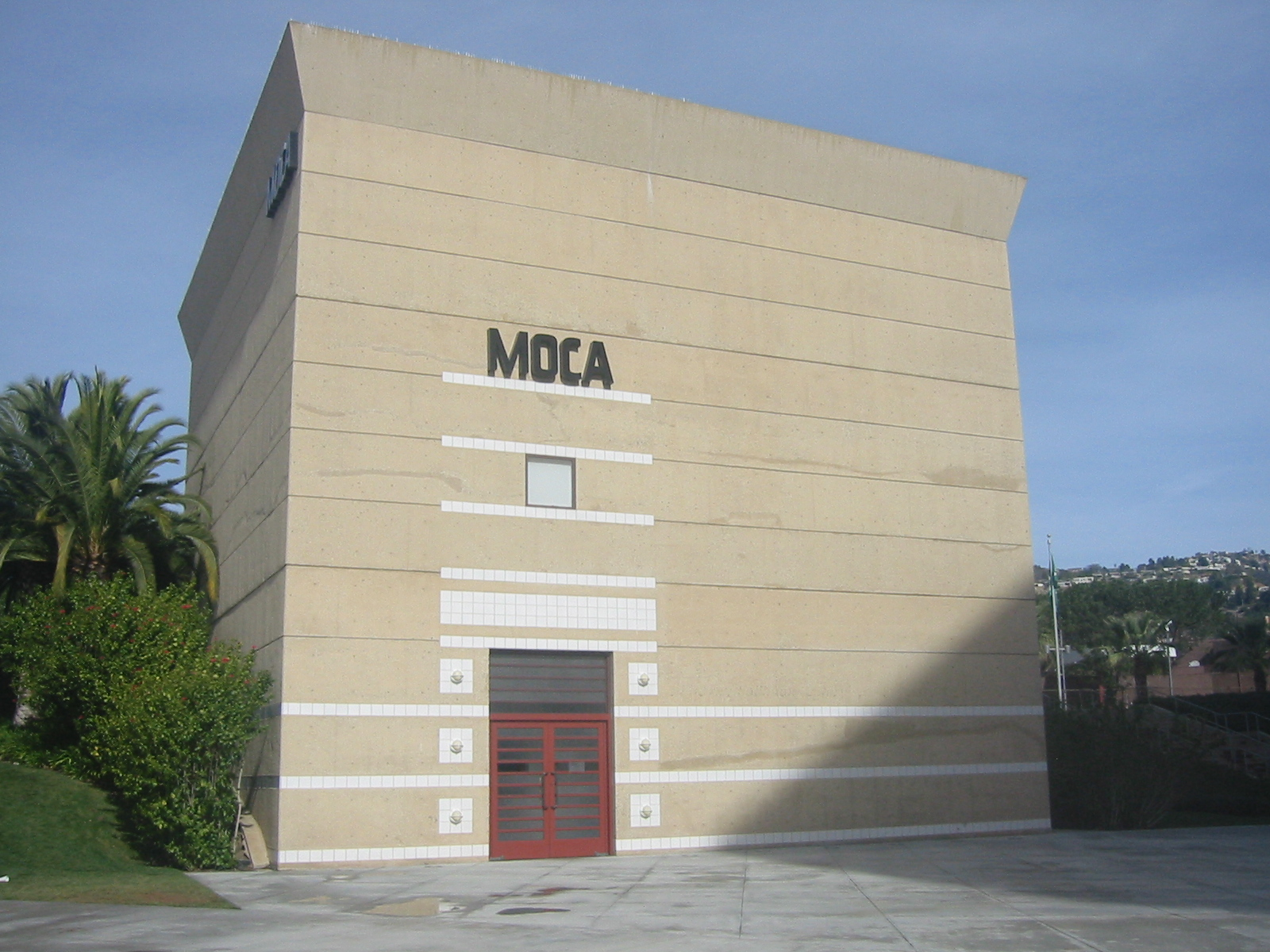
متحف الفنون المعاصرة في لوس أنجلوس في مركز التصميم

من عام 2000 حتى عام 2019، حافظت وزارة التجارة والصناعة على 3,000 قدم مربع (280 م2) من مساحة المعرض في مركز باسيفيك ديزاين في ويست هوليود لتقديم أعمال جديدة لفنانين ناشئين ومعروفين بالإضافة إلى برامج إضافية تعتمد على معارضها الرئيسية ومجموعتها الدائمة الشهيرة. كان التركيز على التصميم والهندسة المعمارية. عرض المتحف أعمال تاكاشي موراكامي وستيرلنج روبي وكاثرين أوبي وويليام كنتريدج هناك، بالإضافة إلى المصممين ريك أوينز ورودارت. استخدمت وزارة التجارة الخارجية أيضًا قاعة بي دي سي المكونة من 384 مقعدًا لمجموعة من البرامج العامة.

## البرامج

### استوديو الأحد
في أول يوم أحد من كل شهر من الساعة 1 ظهرًا حتى 3:30 مساءً، تبدأ ورش عمل ستوديو الأحد (بالإنجليزية: Sunday Studio) عادةً بجولة تفاعلية قائمة على المناقشة «أضواء كاشفة»، تسلط الضوء على الأعمال المختارة من معرض حالي. بعد ذلك، يعمل المشاركون بشكل تعاوني لخلق فن استجابة للعمل الذي رأوه. تم تصميم ورش العمل الموجهة نحو العمليات هذه وتعليمها من قبل فنانين، وهي تعمل على توسيع تجربة المعرض وغالبًا ما تتضمن أنشطة خاصة مثل الأداء الموسيقي والحركة وغيرها من المناهج متعددة التخصصات للأعمال المعروضة. يتم تقديم البرنامج باللغتين الإنجليزية والإسبانية.
يوم العائلة الكبير (بالإنجليزية: Big Family Day) هو حدث ربيعي سنوي يتوج جميع برامج متحف الفنون المعاصرة في لوس أنجلوس للشراكة المدرسية والمجتمعية. يضم هذا الحدث طلابًا وترفيهًا وموسيقى وصناعة فنية ومعرضًا فنيًا للطلاب، وعادة ما يجذب هذا الحدث أكثر من 1000 مشارك، بما في ذلك أعضاء متحف الفنون المعاصرة في لوس أنجلوس وعائلاتهم والمجتمع ككل. تقام أحداث ستوديو الأحد في شارع جراند ما لم يُنص على خلاف ذلك في التقويم نصف الشهري أو على الموقع الإلكتروني.

### شباب الفن المعاصر (توكا)
شباب الفن المعاصر (بالإنجليزية: Teens of Contemporary Art) ويُعرف اختصارًا باسم توكا هو تجمع مفتوح لطلاب المدارس الثانوية المهتمين بمعرفة المزيد عن الفن المعاصر مع أقرانهم. تجتمع المجموعة كل شهر لاستكشاف المعارض وورش العمل الفنية والمناقشات حول الفن المعاصر وتخطيط الأحداث. يحدد مجلس استشاري للمراهقين الموضوعات والقضايا التي يتم تناولها في الدورات الشهرية. يحصل جميع المشاركين في توكا على دخول مجاني إلى المتحف. أحداث توكا هي الأحد الثاني من كل شهر.

### برنامج التلمذة الصناعية
في كل عام، ينشئ برنامج التدريب المهني متحف الفنون المعاصرة في لوس أنجلوس مجتمعًا فنيًا داعمًا لمجموعة صغيرة ومتنوعة من طلاب المدارس الثانوية. خلال برنامج التدريب الداخلي هذا الذي يستمر تسعة أشهر، يلتقي المتدربون أسبوعيًا مع موظفي متحف الفنون المعاصرة في لوس أنجلوس والفنانين الضيوف، ويقومون بمشاريع فردية وذاتية التوجيه في جميع أنحاء المتحف واكتشاف المزيد عن الفن المعاصر، ومتحف الفنون المعاصرة في لوس أنجلوس، ومستقبلهم المهني. يعتبر المتدربون موظفين ويتقاضون أجرًا بالساعة. المشاركة في برنامج التلمذة الصناعية متاحة عن طريق التطبيق فقط. الطلبات متاحة ومستحقة في ربيع كل عام.

### حفلة المشاركة
كانت حفلة المشاركة (2008-2012)، عبارة عن برنامج عام مجاني قدم عملاً جديدًا لفنانين ناشئين مقيمين في جنوب كاليفورنيا يعملون بشكل جماعي وتعاوني. قدم البرنامج لمجموعات الفنانين إقامات لمدة ثلاثة أشهر قدموا خلالها برامج عامة في متحف الفنون المعاصرة في لوس أنجلوس في شارع جراند ومنطقة جيفين في متحف الفنون المعاصرة في لوس أنجلوس في أول خميس من كل شهر من 7 إلى 10 مساءً. استخدمت المجموعات العديد من الوسائط والتخصصات والاستراتيجيات المختلفة أثناء إقامتهم، مما أدى إلى برامج تضمنت العروض وورش العمل والعروض والمحاضرات والعديد من الأنشطة الأخرى الناشئة عن التركيز الخاص للمجموعة. الفنانون المشاركون كثر لعلَّ أبرزهم ليز غلين وكاملاب وغيرهم.

### المرأة في الفنون
يعد حدث المرأة في الفنون (بالإنجليزية: Women in the Arts) الذي تم إنشاؤه في عام 1994 من قبل متحف الفنون المعاصرة في لوس أنجلوس، ذراع جمع الأموال متحف الفنون المعاصرة في لوس أنجلوس، بمثابة فائدة لبرامج متحف الفنون المعاصرة في لوس أنجلوس التعليمية ويستقطب عمومًا أكثر من 600 شخص من مجالات الفن والأزياء والعمل الخيري والأفلام وغيرها من مجالات الترفيه. تُمنح جائزة المرأة المتميزة في الفنون للمرأة التي تقدم الريادة والابتكار في الفنون البصرية والرقص والموسيقى والأدب. الفنانة جيني هولزر هي واحدة من النساء الرئيسيات اللواتي عرضن أعمالها من خلال النسيج والتعبير عن إيمانها بالحركة الفنية النسوية. لقد تغير فن هولزر على مر السنين من صناعة ملصقات الشوارع، واللافتات المرسومة، واللوحات، والصور الفوتوغرافية، إلى إنشاء قمصان لويلي سميث، وإنشاء اتجاه لافتات ليد. شارك هولزر في العديد من الأحداث والمؤسسات مثل مؤسسة ضياء الفن (بالإنجليزية: Dia Art Foundation)، وحركة تايمز آب، والاستراتيجيات الاجتماعية، ومعهد الفنون المعاصرة، وغيرها الكثير. صمم هولزر اللوحة البرونزية، التي تتميز بواحدة من البديهيات للفنان: «من مصلحتك الشخصية أن تجد طريقة لتكون رقيقًا للغاية.»  ومن بين الفائزين السابقين بياتريس غيرش (1994) والمحرر تينا براون (1997) ومصممة الرقصات تويلا ثارب (1999) والممثلة والمخرجة أنجليكا هوستون (2001) والفنانين باربرا كروجر (2001) ويوكو أونو (2003) وجيني هولزر (2010) وآني ليبوفيتز (2012)  ومارلين مينتر (2015).

## الإدارة

### المدير
في يوليو 2018، تم تعيين موما كلاوس بيسينباخ كمدير جديد لمتحف الفنون المعاصرة في لوس أنجلوس، بعد الاستقالة المفاجئة لفيليب فيرجني. بدأ فيرجين، المدير السابق لمؤسسة ضياء الفنّ (بالإنجليزية: Dia Art Foundation) في نيويورك، فترة عمله كمدير لمتحف الفنون المعاصرة في لوس أنجلوس في يناير 2014، وانتهى بها وسط سلسلة من الجدل، بما في ذلك إقالة أمينة المتحف هيلين مولسوورث. في عام 2021، تم الإعلان عن انضمام جوانا بيرتون إلى متحف الفنون المعاصرة في لوس أنجلوس كمدير تنفيذي، مع تعيين بيسينباك كمدير فني. من المقرر أن ينضم بيرتون إلى متحف الفنون المعاصرة في لوس أنجلوس في نوفمبر 2021، من مركز ويكسنر للفنون في كولومبوس، أوهايو.
قبل فيرجين، عملت ماريا سفيريان كمديرة مؤقتة من سبتمبر 2013 إلى مارس 2014، بينما خضعت المؤسسة للبحث عن مديرها التالي. تعمل كمستشارة للمتحف منذ عام 2008. عمل التاجر والمنسق الفني في نيويورك جيفري ديتش كمدير لـ متحف الفنون المعاصرة في لوس أنجلوس من 1 يونيو 2010 حتى 1 سبتمبر 2013. في 24 يوليو 2013 أبلغ المجلس بقراره المغادرة. واجه دييتش قدرًا من الجدل بسبب صدامه مع بول شيميل، أمين المتحف آنذاك. قوبل طرد مجلس الإدارة من شيميل في 28 يونيو 2012 بانتقادات من المجتمع. بين عامي 1999 و 2008، قاد جيريمي ستريك المؤسسة. قبل ذلك، شغل ريتشارد كوشالك منصب المدير ونائب المدير وكبير المنسقين من 1980 إلى 1999. كان بونتوس هولتين المدير المؤسس بين عامي 1980 و 1982.

### مجلس الأمناء
اعتبارًا من أغسطس 2016، يترأس مجلس إدارة متحف الفنون المعاصرة في لوس أنجلوس مؤسس جيس جينز المشارك موريس مارسيانو وليلي تارتكوف كاراتز. نواب الرئيس هم أوجينيو لوبيز وليليان ب. لوفليس وماريا سيفريان ؛ الرئيس الفخري هما كليفورد ج. أينشتاين وديفيد ج. جونسون. الرئيس الفخري هما دالاس برايس-فان بريدا وجيفري سوروس. أعضاء المجلس هم واليس أننبرغ، غابرييل برينر، ستيفن كوهين، تشارلز كونلان، كاثي سايفرز، لوران دوغريز، ارييل ايمانويل، سوزان جيرش، أيلين جيتي، نانسي جين، غولدستون، لورانس غراف، بروس كاراتز، وونمي كوون، دانيال س.لوب، ماري كلاوس مارتن، جيمي ماكورت، إدوارد ج. مينسكوف، ستيفن تي منوشين، بيتر مورتون، هيذر بوديستا، كارولين كلارك باورز، ستيفن إف روث، كارلا ساندز، شارا شراير، آدم سيندر، ساتون ستراك، كاثي فيدوفي، كريستوفر والكر، أورنا أمير وولينز. ومن بين الفنانين الجالسين في مجلس إدارة متحف الفنون المعاصرة في لوس أنجلوس جون بالديساري وباربرا كروجر وكاثرين أوبي ومارك جروتين ومارك برادفورد ولاري بيتمان. يشمل أمناء الحياة الرئيس المؤسس لمتحف الفنون المعاصرة في لوس أنجلوس إيلي برود وكذلك بيتي مونيل بيرتون، وبليك بيرن، ولينور إس. جرينبيرج، وأودري إيرماس، وفريدريك إم نيكولاس، وتوماس إي أونترمان. رئيس بلدية لوس أنجلوس الحالي (إريك غارسيتي) ورئيس مجلس مدينة لوس أنجلوس (هيرب جيه ويسون جونيور) والمدير المالي (مايكل هاريسون) ومدير المتحف (فيليب فيرجني) بحكم مناصبهم.
العمدة الحالي ورئيس مجلس المدينة لهما أصوات ؛ وجودهم في مجلس الإدارة هو شرط لإيجار متحف الفنون المعاصرة في لوس أنجلوس طويل الأجل بقيمة 1 دولار سنويًا في مبنى جيفن المعاصر. وفقًا لسياسة تم وضعها في عام 1993، يخدم الأمناء لمدة ثلاث سنوات قابلة للتجديد ويتم التناوب بعد ست سنوات ؛ تتم دعوتهم عمومًا للعودة بعد عام واحد.
على الرغم من إضافة جامعي الأعمال الفنية الأثرياء إلى مجلس الإدارة، فقد تراجعت المساهمات والمنح المقدمة للمتحف مؤخرًا، وفقد برود ربعين من الأموال التي وعد بها متحف الفنون في لوس أنجلوس. استقال جميع الفنانين أعضاء مجلس الإدارة - جون بالديساري، وباربرا كروجر، وكاثرين أوبي، وإد روشا - في وقت لاحق من ذلك العام، استجابة للتطورات في المتحف تحت قيادة جيفري ديتش، بما في ذلك إنهاء عمل كبير المنسقين بول شيميل.
في عام 2014، استأنف بالديساري وكروغر وأوبي مناصبهم في مجلس متحف الفنون المعاصرة في لوس أنجلوس. أيضًا، تم انتخاب زملائه الفنانين مارك غروثخان، ومارك برادفورد لعضوية مجلس إدارة متحف الفنون المعاصرة في لوس أنجلوس على مدار عام 2014 ؛  تمت إضافة لاري بيتمان في أغسطس 2016.

### التمويل
على عكس متحف مقاطعة لوس أنجلوس للفنون، الذي تسيطر عليه المقاطعة جزئيًا، تتلقى وزارة التجارة الخارجية الحد الأدنى من التمويل الحكومي وليس لديها مصدر ثابت للتمويل. نمت ميزانيتها السنوية لتتجاوز 20 مليون دولار، لكنها تعتمد على المانحين لدفع حوالي 80٪ من نفقاتها. كانت ميزانية وزارة التجارة الخارجية للسنة المالية 2011 14.3 مليون دولار، وهو أقل إنفاق للمتحف منذ التسعينيات. في عام 2011، أبلغ المتحف عن أصول صافية (بشكل أساسي، إجمالي جميع الموارد الموجودة في كتبه، باستثناء قيمة الفن) بقيمة 38 مليون دولار.
في ديسمبر 2008، أثناء الانهيار المالي العالمي، ذكرت الصحف أن وقف المتحف، الذي كان يعتمد جزئيًا على استثمارات الأسهم، قد انخفض وأن المتحف واجه مشاكل مالية، جزئيًا في انتهاك لقانون الدولة، خسر المتحف 44 مليون دولار من 50 مليون دولار من الهبات على مدى تسع سنوات، تصاعد العجز بمعدل 2.8 مليون دولار سنويًا في المتوسط من منتصف عام 2000 إلى منتصف عام 2008. وسط تكهنات بأن المتحف قد يغلق أبوابه، والأعمال الفنية الخاصة بإلغاء الانضمام، و/أو الاندماج مع مؤسسة أخرى، طلبت منظمة شعبية يقودها فنانون تدعى متحف الفنون المعاصرة في لوس أنجلوس أن تظل مستقلة وتحافظ على مجموعتها سليمة.
قام مكتب المدعي العام، الذي كان إيلي برود مساهمًا فيه بالحملة، بالتحقيق في متحف الفنون المعاصرة في لوس أنجلوس. في النهاية، على الرغم من إغلاق التحقيق دون اتخاذ أي إجراء تأديبي (طُلب من أعضاء مجلس الإدارة تلقي تدريب تطوعي في واجباتهم الائتمانية)، كان لتقرير التحقيق في صحيفة لوس أنجلوس تايمز تأثير هائل حيثُ هرب المانحون ووافق الأمناء، في دوامة العاصفة، على شروط برود للسيطرة على المؤسسة في مقابل وعده بالتبرع بالمال. عرض برود، الرئيس المؤسس لمتحف الفنون المعاصرة في لوس أنجلوس من 1979 إلى 1984 وأمين المتحف مدى الحياة، 30 مليون دولار في تبرع مفاجئ، 15 مليون دولار كتبرعات مماثلة. تم التوصل إلى اتفاق مبدئيًا مع برود في 18 ديسمبر، ولكن لم يتم استبعاد احتمال آخر - الاندماج مع متحف مقاطعة لوس أنجلوس للفنون. في 23 ديسمبر، أعلن المتحف أنه قبل عرض برود وسيجري عددًا من التغييرات المهمة على قيادته. استقال المدير جيريمي ستريك، وتم إنشاء منصب جديد هو الرئيس التنفيذي لتشارلز إي يونغ، المستشار السابق لجامعة كاليفورنيا، لوس أنجلوس. طلب برود الامتثال لشروط مالية صارمة، لكنه لم يطالب باستقالة ستريك أو تعيين يونج كشرط. تم تعيين يونج لفترة محدودة، وأشرف على تسريح العمال والاستقطاعات في جدول المعرض مما أدى إلى خفض ميزانية وزارة التجارة الخارجية من أكثر من 24 مليون دولار إلى أقل من 16 مليون دولار في عام 2011. في خروج عن الممارسات السابقة، عندما كانت وزارة التجارة والصناعة تحدد مواعيد العروض قبل تأمين التمويل، فقد تبنت سياسة الالتزام بالمعارض فقط بعد تخصيص ما لا يقل عن 80٪ من ميزانيتها المتوقعة.
أدى رحيل المنسق المحترم بول شيميل في 28 يونيو 2012 إلى نزوح الأمناء وأعضاء اللجنة وقصف الانتقادات في المجتمع. ولأن برود نفسه تخلف عن سداد مدفوعاته التي وعد بها لوزارة التجارة الخارجية والتي تنتهي في 2013  فإن جدوى المؤسسة أصبحت موضع تساؤل تحت قيادة برود. اعتبارًا من أواخر عام 2012، يجري متحف الفن المعاصر وجامعة جنوب كاليفورنيا الخاصة محادثات حول شراكة محتملة.
في أول حدث لـ متحف الفنون المعاصرة في لوس أنجلوس، جمع مزاد سوذبيز لأعمال تبرع بها فنانون لمدة يومين في مايو 2015 مبلغ 22.5 مليون دولار لمنحة المتحف ؛ وشمل البيع أعمال مارك جروتجان وتاكاشي موراكامي وإد روسشا.

### الحضور
تستقطبُ معارض متحف الفنون المعاصرة في لوس أنجلوس ما يقرب من 60 ٪ من زوارها من منطقة لوس أنجلوس ؛ بلغ إجمالي حضورهم 236104 في عام 2010، بزيادة قدرها 89000 عن العام السابق.

## روابط خارجية
- الموقع الرسمي
- موقع متحف الفنون المعاصرة في لوس أنجلوس جيفن الرسمي نسخة محفوظة 7 سبتمبر 2021 على موقع واي باك مشين.
- صورة لعامل يقوم بتلميع لافتة الدخول الرئيسية إلى وزارة التجارة والتعاون الدولي، لوس أنجلوس، 1986. أرشيف صور لوس أنجلوس تايمز (مجموعة 1429). المجموعات الخاصة بمكتبة جامعة كاليفورنيا، لوس أنجلوس، مكتبة تشارلز إي يونغ للأبحاث، جامعة كاليفورنيا، لوس أنجلوس.